# 聖水駅
聖水駅（ソンスえき）は、大韓民国ソウル特別市城東区聖水洞2街にあるソウル交通公社2号線の駅。駅番号は「211」。

## 歴史
- 1980年10月31日 - ソウル特別市地下鉄公社2号線（当時）・新設洞〜総合運動場間の途中駅として開業。
- 1983年9月16日 - 聖水～乙支路入口 (8.0km) 開業に伴い新設洞～聖水間(5.4km)は聖水支線として分離され、乗換駅となる。
- 2005年1月1日 - ソウル特別市地下鉄公社がソウルメトロに改称。
- 2017年5月31日 - ソウルメトロとソウル特別市都市鉄道公社が統合され、ソウル交通公社の駅となる。

## 駅構造

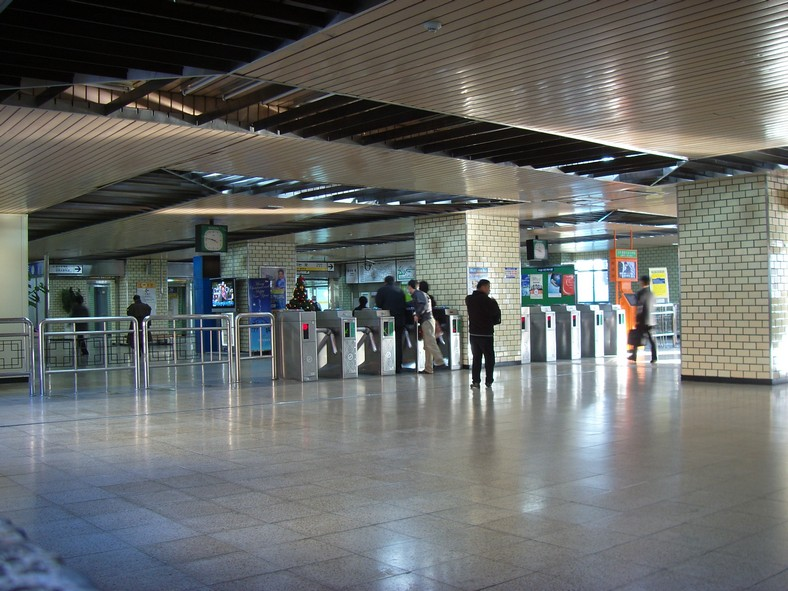
改札口（2007年12月5日）

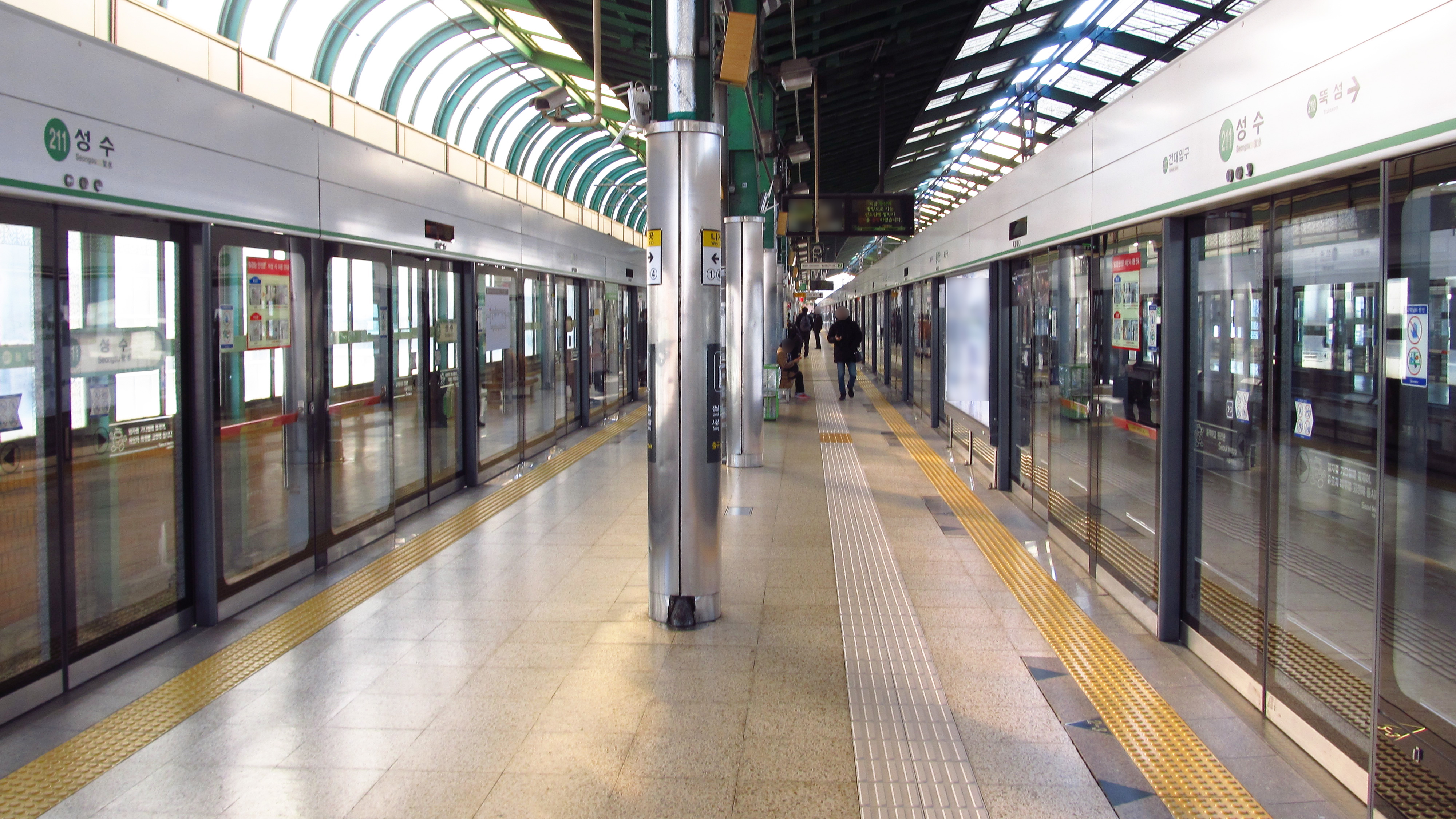
ホーム（2018年11月22日）

島式ホーム2面4線を有する高架駅で、フルスクリーンタイプのホームドアが設置されている。ソウル交通公社としては珍しくのりばの番号がつけられている。乙支路循環線（本線）は内側2線（1・2番線）を、聖水支線が外側の1線（4番線）を使用し、残り外側1線（3番線）は君子車輌事務所からの出庫列車が使用する。ホームの構造上乙支路循環線の外回りと聖水支線は対面乗り換えが可能。
改札口はホーム両端付近に別個に設置されているが、コンコースでつながっている。化粧室は改札外に1ヶ所ある。出入口は1番から4番までの計4ヶ所ある。
地上 - 改札階間にはエスカレーター・エレベーター共に設置されているが、改札階 - ホーム階にはエスカレーター・エレベーター共に設置されていない。代わりに車椅子リフトが設置されている。

### のりば
| 3 | 2号線（乙支路循環線） | 内回り 当駅始発 建大入口・蚕室方面        |
| 1 | 2号線（乙支路循環線） | 内回り 建大入口・蚕室・宣陵・江南方面     |
| 2 | 2号線（乙支路循環線） | 外回り 往十里・乙支路入口・市庁・合井方面 |
| 4 | 2号線（聖水支線）     | 新設洞方面                                |

## 利用状況
近年の一日平均利用人員推移は下記のとおり。
2020年以降、聖水洞一帯にポップアップストアの出店が相次ぎ、利用者が2倍以上に急増している。そのため、群集事故が懸念されている。地元では、出口の増設やアクセス道路の改善要求が出されている。
| 路線  | 路線     | 2000年 | 2001年 | 2002年 | 2003年 | 2004年 | 2005年 | 2006年 | 2007年 | 2008年 | 2009年 | 出典  |
| ----- | -------- | ------ | ------ | ------ | ------ | ------ | ------ | ------ | ------ | ------ | ------ | ----- |
| 2号線 | 乗車人員 | 19,468 | 19,851 | 20,742 | 20,661 | 22,966 | 21,839 | 21,387 | 21,249 | 20,789 | 21,189 | [ 2 ] |
| 2号線 | 降車人員 | 21,474 | 22,219 | 23,259 | 22,978 | 24,937 | 23,744 | 23,346 | 23,286 | 23,149 | 23,457 | [ 2 ] |
| 2号線 | 乗降人員 | 40,942 | 42,070 | 44,001 | 43,638 | 47,904 | 45,583 | 44,733 | 44,536 | 43,938 | 44,646 | [ 2 ] |
| 路線  | 路線     | 2010年 | 2011年 | 2012年 | 2013年 | 2014年 | 2015年 |        |        |        |        | [ 2 ] |
| 2号線 | 乗車人員 | 21,516 | 23,136 | 23,484 | 24,050 | 24,231 | 24,653 |        |        |        |        | [ 2 ] |
| 2号線 | 降車人員 | 23,885 | 25,620 | 25,801 | 26,436 | 26,566 | 26,982 |        |        |        |        | [ 2 ] |
| 2号線 | 乗降人員 | 45,401 | 48,756 | 49,285 | 50,486 | 50,797 | 51,636 |        |        |        |        | [ 2 ] |

## 駅周辺
- 京水中学校（朝鮮語版）
- 国民年金公団（朝鮮語版）城東広津支社
- トゥット市場
- トゥクソム郵便局
- ソウル京東初等学校（朝鮮語版）
- ソウル京水初等学校（朝鮮語版）
- ソウル聖水初等学校（朝鮮語版）
- 城東税務署
- 聖水2街1洞住民センター
- CUBEエンターテインメント本社
- バナナカルチャー本社
- 聖水2街3洞住民センター
- 聖水工業高等学校（朝鮮語版）
- 聖水郵便局
- 聖水地溝帯
- 聖元中学校
- イーマート聖水店（本店）
- KT聖水支店
- 中浪川（朝鮮語版）

## 隣の駅
ソウル交通公社
 2号線
乙支路循環線（本線）
トゥクソム駅 (210) - 聖水駅 (211) - 建大入口駅 (212)
聖水支線
聖水駅 (211) - 龍踏駅 (211-1)